# Bear River City
Bear River City is een plaats (town) in de Amerikaanse staat Utah, en valt bestuurlijk gezien onder Box Elder County.

## Demografie
Bij de volkstelling in 2000 werd het aantal inwoners vastgesteld op 750.
In 2006 is het aantal inwoners door het United States Census Bureau geschat op 802, een stijging van 52 (6,9%).

## Geografie
Volgens het United States Census Bureau beslaat de plaats een oppervlakte van
4,1 km², geheel bestaande uit land. Bear River City ligt op ongeveer 1298 m boven zeeniveau.

## Plaatsen in de nabije omgeving
De onderstaande figuur toont nabijgelegen plaatsen in een straal van 12 km rond Bear River City.